# 27 novembre 1978
Le vendredi 27 novembre 1978 est le XXXe jour de l'année 1978.

## Naissances
- Radek Štěpánek, joueur de tennis tchèque
- Yevgeniya Isakova, athlète russe spécialiste du 400 mètres haies
- Tim Yeung, batteur de death metal américain
- Kyle Kosier, joueur américain de football américain
- Jay Moe , rappeur de hip-hop tanzanien
- Dedi Ben Dayan, footballeur international israélien
- Josh Blue, humoriste américain
- Jimmy Rollins, joueur de baseball américain

## Décès
- Harvey Milk (né le 22 mai 1930), homme politique américain
- George Moscone (né le 24 novembre 1929), homme politique américain
- Joseph-Marie Trinh-nhu-Khuê (né le 11 décembre 1898), ecclésiastique vietnamien
- Susan Shaw (né le 29 août 1929), actrice britannique
- Ernst Schirlitz (né le 7 septembre 1893), officier de marine allemand
- Roberto Larraz (né le 20 août 1898), escrimeur argentin

## Autres événements
- Dan White assassine le maire George Moscone et de son ami Harvey Milk, qui était le premier homme politique 'ouvertement' homosexuel, qui avait pu avoir un poste de gouvernement aux États-Unis.
- La chapelle Notre-Dame ten Pui (Neerijse) est classée monument historique
- Joseph-Marie Trinh van-Can devient archevêque titulaire d'Hanoï